# Le chemin
Le chemin – trzeci album studyjny Emmanuela Moire, wydany 29 kwietnia 2013 nakładem wytwórni płytowych Mercury Records oraz Universal. 
Wersja podstawowa albumu zawiera 12 utworów, a ekskluzywna wersja albumu w limitowanej ilości została uzupełniona o utwory „Suffit mon amour”, „Ce qui me vient” oraz „L’abri et la demeure”. Album nagrano przy udziale Macedonian Radio Symphonic Orchestra.
Producentami albumu byli Christian Lieu wraz z samym wokalistą. Za mastering albumu odpowiedzialny był Antoine „Chab” Chabert, a za miksowanie Jérôme Devoise. Wydawnictwo uzyskało status podwójnej platynowej płyty we Francji.
Wydawnictwo notowane było na 4. miejscu walońskiego zestawienia sprzedaży Ultratop 200 Albums w Belgii, 1. pozycji na tworzonej przez Syndicat national de l’édition phonographique liście albumów we Francji, a także 28. pozycji w zestawieniu Alben Top 100 w Szwajcarii.

## Lista utworów
Opracowano na podstawie materiału źródłowego (wersji limitowanej albumu).
1. „La vie ailleurs” – 5:15
2. „Beau malheur” – 3:37
3. „Venir voir” – 4:05
4. „Je ne sais rien” – 3:30
5. „Suffit mon amour” – 3:03
6. „La blessure” – 4:37
7. „Vous deux” – 4:05
8. „Ici ailleurs” – 3:01
9. „Le jour” – 3:18
10. „Ce qui me vient” – 2:58
11. „Mon possible” – 4:04
12. „Ne s’aimer que la nuit” – 4:03
13. „L’abri et la demeure” – 3:54
14. „Quatre vies” – 3:38
15. „La vie ici” – 5:15

## Pozycja na liście sprzedaży
| Kraj       | Notowanie (2013)    | Najwyższa pozycja | Certyfikat         |
| ---------- | ------------------- | ----------------- | ------------------ |
| Francja    | SNEP                | 1                 | 2× platynowa płyta |
| Belgia     | Ultratop 200 Albums | 4                 |                    |
| Szwajcaria | Alben Top 100       | 28                |                    |